# Могила Аскиа
Могила Аскиа — глинобитное сооружение высотой 17 м в азавадском (малийском) городе Гао. В нём захоронен Аския Мохаммед I (1442—1538) — основатель могущественного средневекового государства Сонгаи, первый из правителей Сахеля, принявший ислам. Является крупнейшей сохранившейся доколониальной постройкой в регионе.
Пирамидальная гробница, две исторические мечети и средневековое кладбище в Гао включены в список Всемирного наследия ЮНЕСКО.
В 2012 году в связи с опасностью разрушения боевиками НДОА на 36 сессии Комитета Всемирного наследия ЮНЕСКО данный объект был внесён в список Всемирного наследия под угрозой уничтожения.